# Brodski Varoš
Brodski Varoš je naselje u sastavu Grada Slavonskog Broda, u Brodsko-posavskoj županiji. Brodski Varoš je najpoznatiji po Klepetanu i Maleni, paru bijelih roda čija je romantična priča prikupila međunarodnu pažnju.

## Povijest
Iz stare utvrde Vukovac, pored Save je ka Gornjoj brodskoj varoši, preko Mrsunje, vodio drveni most. Zbog potrebe izgradnje kopitnice se moralo srušiti desetak kuća, pa je vojna vlast naredila preseljenje cijelog naselja na novo mjesto, koje je danas Brodski Varoš, sjeverozapadnije od starog mjesta, uz Savu i staru tvrđavu.

## Stanovništvo
Prema popisu iz 2011. naselje je imalo 2035 stanovnika.
| broj stanovnika | 797   | 763   | 806   | 1156  | 1151  | 1453  | 1420  | 1730  | 1591  | 1258  | 1283  | 1338  | 1570  | 1546  | 2221  | 2035  | 1829  |
|                 | 1857. | 1869. | 1880. | 1890. | 1900. | 1910. | 1921. | 1931. | 1948. | 1953. | 1961. | 1971. | 1981. | 1991. | 2001. | 2011. | 2021. |

## Znamenitosti
- Park Đure Đakovića
- Crkva Krista Kralja

## Šport
- NK Graničar Brodski Varoš